# Dream Cruise
"Dream Cruise" és el tretzè i últim episodi de la segona temporada (i de tota la sèrie de televisió) de Masters of Horror, dirigida per Norio Tsuruta.

## Argument
L'episodi comença amb Jack Miller (Daniel Gillies), un advocat estatunidenc que treballa a Tòquio, que pateix malsons extrems sobre un esdeveniment infantil en què el seu germà petit Sean (Ethan Amis) havia mort al mar. Mentre intentava recuperar la seva gorra de beisbol, que havia estat volada pel costat del seu vaixell de rems, Sean va bolcar el vaixell, llançant-se ell i Jack (Thomas Jones) a l'aigua; i malgrat els intents de Jack d'ajudar-lo, en Sean va entrar en pànic i es va ofegar. Des d'aleshores, Jack ha patit la culpa del supervivent perquè considera que els seus esforços per salvar en Sean només van ser a mitges.
Jack s'ha enamorat de Yuri (Yoshino Kimura), l'esposa del seu client més valuós, Eiji Saito (Ryo Ishibashi). Malgrat la seva por profundament arrelada al mar, accepta de mala gana la invitació d'Eiji per unir-se a la parella per a una excursió d'un dia a la badia de Tòquio perquè suposadament Eiji ha de resoldre un assumpte legal difícil amb ell; però a poc a poc es deixa entreveure que l'Eiji s'ha adonat de la aventura d'en Jack i en Yuri i té la intenció de matar-los a tots dos. Durant el viatge, el comportament cada cop més erràtic de l'Eiji comença a preocupar Jack i Yuri, i finalment Yuri revela que l'Eiji s'havia casat amb ella després que la seva primera dona, una dona rica emocionalment inestable, hagués desaparegut misteriosament.
Quan el motor del vaixell s'atura, l'Eiji es submergeix per desbloquejar-lo. Però en comptes d'algues, el troba enredada amb cabells, que de sobte l'enganxa i, aparentment, l'ofega. Yuri vol deixar-lo allà, suposant que és mort. Jack, però, vol intentar salvar-lo i està horroritzat perquè en Yuri no vulgui ajudar-lo. De sobte, l'Eiji reapareix, amarat i viu. Les coses es tornen estranyes quan sembla que no poden comunicar-se amb cap dels altres vaixells de la zona, tot i estar a l'abast, i l'única veu que ve de la ràdio és la d'en Sean, cridant el nom d'en Jack. Quan l'Eiji intenta matar a Yuri, Yuri i Jack s'adonen que l'Eiji està posseït per l'esperit venjador de la primera dona d'Eiji, la Naomi (Miho Ninagawa), que culpa a Yuri de la seva mort.
L'Eiji noqueja a Jack i empresona Yuri al bany. Jack es veu obligat a lluitar contra un Eiji posseït i el derrota apunyalant-lo. L'Eiji es desfà i ensopega per la borda. Jack sent que Yuri demana ajuda, però el braç tallat de l'Eiji l'atura; i mentre lluita amb l'extremitat, el bany de la barca es comença a omplir d'aigua. Quan està a punt d'ofegar-se, Yuri rep una visió sobre el que li va passar a la Naomi: s'havia enfrontat a l'Eiji, que li va dir a la seva dona que només s'havia casat amb ella per la seva herència. Naomi es va negar a deixar-lo divorciar-se d'ella o prendre els seus diners; així que l'Eiji la va matar i va llençar el seu cos per la borda, és a dir, al lloc exacte on havia aturat el seu vaixell en aquest viatge.
Jack aconsegueix alliberar Yuri de la seva trampa mortal, però no poden demanar ajuda perquè la ràdio ha estat destruïda. De sobte, Yuri és posseïda per la Naomi i ataca en Jack. Jack intenta matar la Naomi amb una destral, quan l'esperit d'en Sean apareix de sobte i li queda la mà, revelant que és una il·lusió cruel creada per Naomi per enganyar a Jack perquè mati Yuri. Perseguit per Naomi, Yuri convenç a Jack de superar la seva por i saltar per la borda. Quan el vaixell desapareix a la llunyania, Yuri creu que han escapat, i ella i Jack s'abracen amb alleujament. La Naomi reapareix, intentant arrossegar a Yuri sota l'aigua; però Sean intervé una vegada més i torna a portar la venjativa Naomi al fons del mar. La història acaba amb Jack ara casat amb Yuri, finalment lliure del seu passat amb el coneixement que Sean mai l'ha culpat de la seva mort.

## Repartiment
- Daniel Gillies – Jack Miller
- Yoshino Kimura – Yuri
- Ryo Ishibashi – Eijo
- Thomas Jones – Jack
- Miho Ninagawa - Naomi

## Detalls
Dream Cruise es va rodar al Japó amb un equip japonès i un repartiment majoritàriament japonès. Va ser filmada com una pel·lícula de 90 minuts de durada completa que es va reduir a 60 minuts per a la seva emissió a Showtime. Per al seu llançament en DVD, es restaura al seu temps d'execució complet, tot i que la caixa del DVD indica erròniament que es manté en 60 minuts.